# 十二金牌 (電視劇)
《十二金牌》是香港亞洲電視根據宋代秦檜發12道金牌給名將岳飛的事跡而改編製作的劇集，於1984年6月11日首播，由李元科監製，岳華、黎漢持、羅莽、徐二牛、張翼、鄭雷、羅樂林、王偉等主演。劇集同名主題曲由溫兆麟主唱，羅莽首部參演的電視劇也是其唯一的亞洲電視劇集。

## 演員表
- 岳華 飾 岳飛
- 黎漢持 飾 岳雲
- 羅莽 飾 岳雷
- 徐二牛 飾 秦檜
- 張　翼 飾 成昆
- 鄭雷 飾 韓世忠
- 羅樂林 飾 楊再興
- 麥天恩 飾 金兀朮
- 蔡國慶 飾 牛皋
- 熊德誠 飾 宋高宗
- 吳彩南 飾 張憲
- 王偉 飾 王彥堂
- 葉玉萍  飾 王八妹
- 徐寶鳳  飾 岳銀瓶
- 煒烈  飾 秦天雄
- 阮佩珍 飾 張淑姬
- 陳婉薇 飾 鞏玉冰
- 楊雅潔 飾 秦慧
- 鮑起靜 飾 李氏
- 劉一帆 飾 万俟卨
- 韋白 飾 郭楓
- 關偉倫 飾 張保
- 陳亮 飾 王橫
- 司馬華龍 飾 週三畏
- 江濤 飾 羅汝楫
- 伍永森 飾 哈迷蚩
- 陳植槐 飾 何疇
- 良鳴 飾 宋欽宗
- 蕭山仁 飾 宋徽宗
- 鄭恕峰 飾 孟山
- 凌文海 飾 袁不疊
- 歐陽莎菲 飾 岳母
- 凌腓力 飾 李文華
- 譚榮傑 飾 歐海
- 楊得時 飾 韓仲